# Gasthof Kirchplatz 5
Der ehemalige Gasthof Kirchplatz 5 in Syke, Ortsteil Heiligenfelde, stammt von 1747. Das Haus wird aktuell (2022) als Ärztehaus genutzt.
Das Gebäude steht unter Denkmalschutz. Es ist in der Liste der Baudenkmale in Heiligenfelde.

## Geschichte
Heiligenfelde ist ein altes Dorf dessen Michaels-Kirche Anfang des 13. Jahrhunderts erbaut wurde. Die sechs Gasthäuser in Heiligenfelde, die es im 20. Jahrhundert noch gab, haben alle geschlossen. Lediglich im Dorfgemeinschaftshaus besteht eine gastronomische Versorgung.
Das eingeschossige Fachwerkhaus mit Ziegelausfachung und Krüppelwalmdach von 1747 (Inschrift) wurde u. a. um 1895 als Gastwirtschaft bzw. Gasthaus H. Otersen betrieben.